# When the Music’s Over
«When the Music’s Over» (с англ. — «Когда музыка смолкнет») — песня калифорнийской рок-группы The Doors, последняя на их втором студийном альбоме Strange Days.
Композиция исполнялась группой с мая 1966 года. В ранние версии Моррисон включает ещё три строки: «Something wrong, something not quite right / Touch me, baby, / All through the night, yeah». «…dance on fire» — танец на углях (на огне) — традиционный шаманский обряд. «The Scream of the Butterfly» — по утверждению барабанщика группы Джона Денсмора, данная фраза была заимствована Моррисоном из названия порнофильма (афиша висела на стене порнокинотеатра на пересечении 8-го авеню и 40-й улицы Нью-Йорка). В первоначальной версии данного куплета не было.
Когда группа записывала эту песню, Моррисон не пришёл на сессию, так что группа записала её с пением клавишника Рэя Манзарека. Моррисон записал свой вокал на следующий день. По словам Робби Кригера, два его гитарных соло «были настоящим вызовом, поскольку гармония была статичной. Мне пришлось 56 тактов играть соло под один и тот же басовый рифф».
Наряду с «The End» и «Celebration of the Lizard», «When the Music’s Over» является одной из самых продолжительных композиций в творчестве «The Doors». На своих концертах группа почти всегда импровизировала, и продолжительность трека увеличивалась.
«When the Music’s Over» звучит в конце фильма Фрэнсиса Форда Копполы Апокалипсис сегодня (1979). В театральной версии фильма она была заменена на «The End».